# Маскевич, Богуслав Казимир
Богуслав Казимир Маскевич (пол. Bogusław Kazimierz Maskiewicz; 1625, д. Сервечь Новогрудского повета — 4 апреля 1683) — военный и общественный деятель Великого княжества Литовского, писатель-мемуарист.

## Биография
Сын известного шляхтича Самуила Маскевича. Образование получил в Новогрудском коллегиуме.
В 1643—1644 гг. — при дворе князя Богуслава Радзивилла.
В 1644 г. — при дворе люблинского каштеляна Ф. Зебжидовского. В это же время перешел из кальвинизма в католицизм.
С 1646 г. — на службе у Иеремии Михала Вишневецкого. Под его руководством принимал участие в сражениях с украинскими казаками в 1646—1648 гг. В составе полка Богуслава Радзивилла принимал участие в походе Януша Радзивилла на Полесье.
10-11.02.1649 г. — участвовал во взятии Мозыря.
20-22.02.1649 г. — участвовал во взятии Бобруйска.
31.07.1649 г. — участвовал в битве под Лоевом.
В 1655 г. — избран депутатом Трибунала Великого княжества Литовского.
Посол на Сеймы 1668, 1673, 1674 гг.
С 1668 г. — на службе у К. и М. Пацев.
В 1673—1674 гг. — войский в Новогрудке.

## Творчество
Автор 2 дневников на польском языке. В первом, который охватывает период 1643—1649 годов, описаны боевые действия И. Вишневецкого, М. Потоцкого, М. Калиновского, Я. Радзивилла против войск Богдана Хмельницкого на Украине и в Беларуси. В нем содержится много портретных и пейзажных зарисовок.
Во втором описывается поход царского воеводы Ивана Хованского в Беларусь в начале 1660 года и его разгром объединенными силами гетманов П.Я. Сапеги и С. Чарнецкого в битве под Полонкой. Дневники Маскевича являются ценным историческим источником.